# アメリカの鏡・日本
『アメリカの鏡・日本』（あめりかのかがみ・にほん）は、アメリカ人女性学者ヘレン・ミアーズ（Helen Mears、1900年（明治33年）-1989年（平成元年））の著書の邦題である。原題はMirror for Americans: JAPANである。

## 概要
ヘレン・ミアーズは、1920年代から日米両国が開戦する直前まで東洋史・地政学を研究し、二度にわたって中国本土と日本を訪れ調査した。
太平洋戦争（大東亜戦争）中の1942年には「Year of the Wild Boar　一アメリカ女性の日本滞在記」を著し、ミシガン大学、ノースウェスタン大学などで日本社会について講義していた。
占領期の日本に赴任しGHQの諮問機関「労働政策11人委員会」のメンバーとして、戦後の労働基本法の策定に大きな役割を果たした。アメリカに帰国し1948年（昭和23年）に本書を出版した。
著者自身より本書を贈られた翻訳者原百代は、CIE（民間情報教育局）に日本での翻訳・出版の許可を求めたが、却下された。訳書は講和独立を経た翌1953年（昭和28年）に、『アメリカの反省』の邦題で文藝春秋新社より出版されたが埋もれた著作となっていた（新訳版の訳者もあとがきで、訳した後で知ったと記している）。
『忘れられた日米関係　ヘレン・ミアーズの問い』（御厨貴・小塩和人共著、筑摩書房〈ちくま新書〉、1996年）に、出版の経緯と以後の足跡が詳しく記されている。

## 書誌情報

### 原著
- Helen Mears (1948). Mirror for Americans: JAPAN. Houghton, Mifflin. ASIN B0007DSMU0

### 翻訳
1995年（平成7年）に、伊藤延司訳（元・毎日新聞社記者）『アメリカの鏡・日本』（アイネックス発行）が出版、多大な反響を呼んだ。
- ヘレン・ミアズ、中岡宏夫・原百代訳「無敵サムライとアメリカの良心――アメリカ人の鏡・日本」『文藝春秋』第30巻第10号、文藝春秋、1952年7月、78-87頁。
- ヘレン・ミアズ『アメリカの反省』原百代訳、文藝春秋新社、1953年。
- ヘレン・ミアーズ『アメリカの鏡・日本』伊藤延司訳、アイネックス、1995年7月。ISBN 488-9913505。 - 発売：メディアファクトリー。
- ヘレン・ミアーズ『アメリカの鏡・日本』伊藤延司訳、東京ヘレン・ケラー協会点字出版局、1998年8月。 - ミアーズ＆伊藤 1995による点字図書。
- ヘレン・ミアーズ『アメリカの鏡・日本』伊藤延司訳（新版）、角川学芸出版、2005年5月。ISBN 404-6519681。 - 原本：ミアーズ＆伊藤 1995。
- ヘレン・ミアーズ『アメリカの鏡・日本』伊藤延司訳（抄訳版）、角川書店〈角川oneテーマ21 A-39〉、2005年6月。ISBN 404-7100013。

新書での抜粋版、導入部の「第一章 爆撃機から見たアメリカの政策」および、有史以来の日本史を概観した「第四章 伝統的侵略性」を割愛
- ヘレン・ミアーズ『アメリカの鏡・日本』伊藤延司訳、KADOKAWA〈角川ソフィア文庫〉、2015年12月。ISBN 404-4000042。現行版

## 内容
日本軍による真珠湾攻撃以来、我々アメリカ人は、日本人は近代以前から好戦的民族なのだと信じこまされた。しかし、前近代までの日本の歴史を振り返ると、同時代のどの欧米諸国と比較しても平和主義的な国家であったといえる。開国後、近代化を成し遂げる過程で日本は、国際社会において欧米先進国の行動に倣い、「西洋の原則」を忠実に守るよう「教育」されてきたのであり、その結果、帝国主義国家に変貌するのは当然の成り行きだった。
以後の好戦的、侵略的とも見える日本の行動は、我々欧米諸国自身の行動、姿が映し出された鏡といえるものであり、東京裁判などで日本の軍事行動を裁けるほど、アメリカを始め連合国は潔白でも公正でもない。また日本が、大戦中に掲げた大東亜共栄圏構想は「法的擬制」（本書中にしばしば登場する言葉で、「見せかけ」、「建て前」と類義）であるが、アメリカのモンロー主義同様、そのような法的擬制は「西洋の原則」として広く認められていた。さらに戦前・戦中においては、国際政治問題は「道義的」かどうかではなく「合法的」かどうかが問題とされていたのであり、戦後になって韓国併合や満州事変も含め、道義的責任を追及する事は偽善である。
実際に戦前・戦中の段階で、日本の政策に対して人道的懸念を公式表明した国は皆無であり、自国の「合法性」を主張する言葉でのみ日本を非難し続けるのは不毛であるとする。